# 室積徂春
室積 徂春（むろづみ そしゅん、1886年（明治19年）12月17日 - 1956年（昭和31年）12月4日）は、滋賀県出身の日本の俳人。別号に碌々子、平明居主人、碌二道人など。旧姓は増永、本名は尚（たかし）。

## 経歴
1886年（明治19年）滋賀県大津市に生まれる。13歳から俳句を始め、正岡子規に入門、岡野知十にも学ぶ。早稲田大学に進むも、突如役者になると言い出し中退。新派の喜多村緑郎の一座に大木緑二という芸名で加わるが、しばらくして退団。役者業の断念を決めた巡業先の愛媛県宇和島市にそのまま住み、1913年、南予時事新聞（現在の愛媛新聞）に入社。また翌年には婿入りし室積姓となった。子規亡き後は高浜虚子門下としてホトトギスに拠り、虚子の『進むべき俳句の道』にて賞賛されホトトギス派の有力俳人となる。1914年には婿入り先の室積家の娘で同じく俳人の妻、室積波那女とともに再び上京。佐藤紅緑の俳誌「とくさ」を編集。1927年、自らの結社「ゆく春」を主宰し、見學玄や藤田旭山、西山東渓らを育てた。1956年(昭和31年)、69歳で没。北海道士別市のふどう公園に句碑がある。

## 句集、編著
- 『とろ火 貞武俳句集』（1935年・ゆく春発行所）
- 『北斗』（1937年・ゆく春発行所）
- 『旭山第一句集』（1938年・ゆく春発行所）
- 『定本・室積徂春句集』（1968年・俳句研究社）